# Mata Verde, Mexiko
Mata Verde är en ort i Mexiko.   Den ligger i kommunen Tlalixcoyan och delstaten Veracruz, i den sydöstra delen av landet, 300 km öster om huvudstaden Mexico City. Mata Verde ligger 28 meter över havet och antalet invånare är 294.
Terrängen runt Mata Verde är mycket platt, och sluttar österut. Runt Mata Verde är det ganska tätbefolkat, med 60 invånare per kvadratkilometer. Närmaste större samhälle är Tlalixcoyan, 12,5 km nordost om Mata Verde. Trakten runt Mata Verde består till största delen av jordbruksmark.